# 瓦茨拉夫·布勃尼克
瓦茨拉夫·布勃尼克（捷克語：Václav Bubník，1926年1月1日—1990年3月27日），捷克男子冰球运动员。他曾代表捷克斯洛伐克参加1952年和1956年冬季奥林匹克运动会冰球比赛，分别获得第四名和第五名。